# هوم ریف
هوم ریف (به لاتین: Home Reef) یک دریاکوه در تونگا است که در between Metis Shoal and Late (Tonga) واقع شده‌است.